# 부산해운대소방서
부산해운대소방서(釜山海雲臺消防署, Busan Haeundae Fire Station)는 부산광역시 해운대구 일부를 관할하는 부산광역시 소방안전본부 산하의 소방서이다.
소방서장은 소방정으로 보한다.

## 연혁
- 1988년 10월 14일: 부산해운대소방서 개서
- 1993년 6월 30일: 부산금정소방서 분리
- 2010년 7월 27일: 부산기장소방서 분리

## 조직
| - 소방행정과 - 소방행정계 - 예산장비계 | - 재난대응과 - 방호계 - 구조구급계 - 지휘조사1·2·3팀 | - 예방안전과 - 안전지도계 - 소방민원계 |

## 관할센터 및 관할구역
부산해운대소방서는 5개의 119안전센터와 1개의 구조대를 산하에 두고 있다.
| 명칭                       | 사진 | 주소             | 관할구역                                 | 지역대 |
| -------------------------- | ---- | ---------------- | ---------------------------------------- | ------ |
| 우동119안전센터            |      | 해운대해변로 106 | 해운대구 우1동, 우2동 일부, 재송1동 일부 |        |
| 중동119안전센터            |      | 달맞이길117길 72 | 해운대구 중동                            |        |
| 반여119안전센터            |      | 선수촌로21길 64  | 해운대구 반여동, 재송2동                 |        |
| 좌동119안전센터            |      | 대천로67길 25    | 해운대구 좌동                            |        |
| 센텀119안전센터            |      | 센텀동로 50      | 해운대구 우2동 일부, 재송1동 일부        |        |
| 부산해운대소방서 119구조대 |      | 센텀동로 50      | 부산광역시 해운대구 일부                 |        |

## 같이 보기
- 대한민국 소방청
- 대한민국의 소방
- 소방관 계급